# U-803
U-803 – niemiecki okręt podwodny (U-Boot) typu IX C/40 z okresu II wojny światowej. Okręt wszedł do służby w 1943 roku. Jedynym dowódcą był Kptlt. Karl Schimpf.

## Historia
Wcielony do 4. Flotylli U-Bootów celem treningu i zgrania załogi. 
U-802 zatonął 27 kwietnia 1944 roku na Morzu Bałtyckim na północny wschód od Świnoujścia na minie morskiej z pola minowego „Geranium” postawionego przez brytyjskie samoloty. Zginęło 9 członków załogi U-Boota, 35 zostało uratowanych. Kptlt. Schimpf objął później dowództwo U-3009.
Wrak okrętu został podniesiony 9 sierpnia 1944 roku i przetransportowany do Świnoujścia. Dalsze losy niejasne.